# Josef Abrhám
Josef Abrhám (14. prosince 1939 Zlín – 16. května 2022 Mělník) byl český divadelní, filmový a televizní herec, manžel herečky Libuše Šafránkové.

## Život a kariéra
Vystudoval DAMU, po jejímž absolvování v roce 1962 hrál tři sezony v Divadle na Vinohradech (tehdy Divadle československé armády). Poté zakotvil až do roku 1992 v Činoherním klubu, kde si svými výkony získal oblibu i u kritiky. Krátce účinkoval v Národním divadle, ale v srpnu 1994 stálé divadelní angažmá opustil natrvalo a až na dvě výjimky již v divadle vůbec nehrál.
Veřejnost si ho oblíbila především díky jeho účinkování ve filmu a televizi. První velkou filmovou roli mu dal v roce 1962 režisér Brynych ve filmu Transport z ráje (1962). Potom následovaly postavy nastávajícího otce ve filmu Křik (1963) a spisovatele Haška ve filmu Velká cesta (1963). 
Vedle talentu dramatického byl nadaný i pro komedii, zejména v suché sebeironické poloze. V 70. letech se stal oblíbeným hercem autorské dvojice Smoljak–Svěrák, počínaje rolí prof. Jandy v Marečku, podejte mi pero! ztvárnil výrazné, někdy i hlavní role v jejich filmech Kulový blesk, Trhák, Rozpuštěný a vypuštěný nebo Jára Cimrman ležící, spící. Ladislav Smoljak si ho jako režisér dokonce prosadil do hlavní role komedie Vrchní, prchni (1980), proti názoru autora scénáře Z. Svěráka, který ji původně psal pro Petra Nárožného. V tomto filmu a stejně tak v komedii Svatební cesta do Jiljí (1983) si Abrhám zahrál manžela po boku své ženy Libuše Šafránkové.
V televizi získal velkou popularitu jako doktor Blažej v seriálu Nemocnice na kraji města. Tuto roli si po mnoha letech zopakoval v přidaných pokračováních Nemocnice na kraji města po 20 letech (2003) a Nové osudy (2008).
V roce 1989 ho Jiří Menzel obsadil do hlavní role hořké komedie Konec starých časů; téhož roku si  ve filmu Člověk proti zkáze (1989) zahrál hlavní roli spisovatele Karla Čapka. V letech 1990 až 1995 vystupoval v doprovodných programech na výstavách (Herbert Masaryk, T. G. Masaryk – člověk a umění), které uspořádalo Masarykovo demokratické hnutí.
V roce 1994 získal Českého lva v kategorii mužský herecký výkon za roli Prokopa ve filmu Šakalí léta. Na Českého lva byl nominován ještě v roce v roce 2006 v kategorii vedlejší mužský herecký výkon za roli ve filmu Kráska v nesnázích a v roce 2011 v kategorii mužský herecký výkon v hlavní roli za roli ve filmu Odcházení.

## Rodina
Po rodičích byl česko-slovenského původu. Byl vnukem slovenského dramatika, prozaika a evangelického faráře Jozefa Hollého, synovcem herce Martina Hollého st. a bratrancem režiséra Martina Hollého ml.
Po osmiletém vztahu s Naďou Urbánkovou byl od roku 1976 (až do její smrti v červnu roku 2021) ženatý s herečkou Libuší Šafránkovou. Měli spolu syna Josefa (* 1977), který má čtyři děti – s první manželkou Denisou Grimmovou, režisérkou, syny Josefa (* 2006) a Antonína (* 2009), s druhou manželkou Ludmilou dceru Lauru a syna Benjamina.
Poslední roky svého života trpěl neurologickými problémy, a trávil je v Liběchově u syna Josefa, který se o něj staral spolu s manželkou Ľudmilou. Zemřel 16. května 2022 ve věku 82 let, necelý rok po smrti své manželky, v nemocnici v Mělníku na zápal plic.

## Ocenění
- 1980 – Cena za herecký výkon (Vrchní, prchni)
- 1991 – Cena ministra kultury (Člověk proti zkáze)
- 1993 – Cena za herecký výkon (Šakalí léta)
- 2020 – Cena Thálie – Celoživotní mistrovství: činohra [12][13]

## Filmografie

### Film
- 1961 Kde alibi nestačí
- 1962 Černá dynastie
- 1962 Transport z ráje
- 1962 Strop
- 1962 Neschovávejte se, když prší
- 1962 Velká cesta – Jaroslav Hašek
- 1963 U stropu je pytel blech
- 1963 Křik
- 1964 Každý den odvahu
- 1967 Pension pro svobodné pány – Bernard Mulligan
- 1967 Happy end – Juliin milenec Ptáček
- 1967 Dita Saxová
- 1968 Pražské noci
- 1969 322
- 1969 Hvězda – režisér Jirák
- 1969 Ezop
- 1970 Partie krásného dragouna – Rudy Macháček, poručík jízdního vojska („krásný dragoun“)
- 1971 Šance
- 1972 Morgiana
- 1973 Výstřely v Mariánských Lázních
- 1973 Pokus o vraždu
- 1974 Motiv pro vraždu
- 1975 Tetované časom
- 1975 Holka na zabití
- 1976 Marečku, podejte mi pero! – třídní profesor Čeněk Janda
- 1977 Štipku soli
- 1978 Kulový blesk – Knotek
- 1979 Tím pádem
- 1980 Trhák – v roli pyrotechnika Ticháčka
- 1980 Demokrati
- 1980 Vrchní, prchni – Dalibor Vrána
- 1983 Záchvěv strachu
- 1983 Jára Cimrman ležící, spící – divadelní vědec
- 1984 Rozpuštěný a vypuštěný – profesor Žalud
- 1985 Skalpel, prosím – generální ředitel (otec pacientky)
- 1985 Experiment Eva
- 1986 Mladé víno – brigádník Petrus
- 1986 C. K. dezertéři
- 1989 Konec starých časů – kníže Alexej
- 1989 Člověk proti zkáze – Karel Čapek
- 1990 V žáru královské lásky
- 1991 Žebrácká opera – Macheath zvaný Mack
- 1993 Městem chodí Mikuláš – dr. Koníček
- 1993 Šakalí léta – Prokop
- 1994 Andělské oči
- 1997 Stůj, nebo se netrefím – Eda Brandejs
- 1999 Všichni moji blízcí
- 1999 Návrat ztraceného ráje – tatínek
- 2004 Pánská jízda – soused Lupínek
- 2005 Konečná stanica – doktor
- 2006 Kráska v nesnázích – Evžen Beneš
- 2006 Obsluhoval jsem anglického krále – hoteliér Brandejs
- 2011 Odcházení – Rieger
- 2013 Přijde letos Ježíšek?
- 2015 Korunní princ
- 2016 Anděl Páně 2 – svatý Josef
- 2016 Jak básníci čekají na zázrak - starý muž

### Televize
- 1969 Bahno (adaptace povídky A. P. Čechova) – poručík Sokolský
- 1969 Pasiáns
- 1971 Zaprášené histórie
- 1972 Zbojník Ondráš – student, špeh
- 1973 Sen noci svatojánské (adaptace)
- 1974 Byl jednou jeden dům (seriál)
- 1977–1981 Nemocnice na kraji města (seriál) – MUDr. Arnošt Blažej
- 1978 Pán ze Salcburku (epizoda seriálu 30 případů majora Zemana) – Rudi Lorenz
- 1979 Upír ve věžáku
- 1979 Jak je důležité míti Filipa (adaptace) – Jack Worthing
- 1982–1986 Malý pitaval z velkého města (seriál)
- 1983 Svatební cesta do Jiljí – Tomáš Krchňák
- 1984 Bambinot (seriál)
- 1985 Domek u lesa – Jaroslav Falta
- 1985 Jubileum (adaptace) – Andrej Andrejevič Šipučin
- 1986 Zlá krev (seriál)
- 1988 Cirkus Humberto (československý seriál)  (seriál) – baron Schönstein zvaný Gaudeamus
- 1988 Druhý dech (seriál)
- 1990 Audience (záznam divadelní hry) – Ferdinand Vaněk
- 1990 Přísahám a slibuji (seriál)
- 1991 Smrt barona Gangary
- 1992 Náhrdelník (seriál)
- 1996 Play Strindberg (film) – Edgar
- 1997 Doktor Munory a jiní lidé
- 1998 Na lavici obžalovaných justice
- 2002 Elixír a Halíbela
- 2003 Nemocnice na kraji města po dvaceti letech (seriál) – MUDr. Arnošt Blažej
- 2007 Hraběnky (seriál)
- 2008 Nemocnice na kraji města – nové osudy (seriál) – MUDr. Arnošt Blažej
- 2008 Kouzla králů
- 2017 Trpaslík (seriál)